# TED (conferentie)
TED (Technology, Entertainment, Design) is een jaarlijkse, vierdaagse bijeenkomst die in 1984 voor het eerst gehouden werd in Californië. Sprekers worden uitgenodigd om in maximaal 18 minuten "de presentatie van hun leven" te geven over hun gebied van expertise, over een bepaald project, of iets waarvan zij vinden dat het een idee is dat verspreid moet worden. Tijdens een conferentie komen tientallen sprekers aan het woord, afgewisseld door diverse korte dans- en muziekuitvoeringen.
De lezingen bevatten geen zware theoretische kost, maar worden zo toegankelijk mogelijk gemaakt. Men probeert begrip en bewustzijn te kweken en toepassingen van de wetenschap te laten zien die kunnen bijdragen aan een betere wereld. Onderwerpen zijn bijvoorbeeld de leefwereld van wilde dieren, toepassingen van crowdsourcing en andere ontwikkelingen op internet, vernieuwende technologie op diverse gebieden, of psychologisch onderzoek dat inzicht biedt in menselijke drijfveren, omgang met stress en toename van verdraagzaamheid.
De gehele conferentie is tegen betaling via een live-stream te volgen en sinds 2006 zijn opnames van afzonderlijke presentaties beschikbaar via de website van TED en via andere kanalen zoals YouTube. Deze zijn vrijgegeven onder een Creative Commons-licentie.

## Geschiedenis

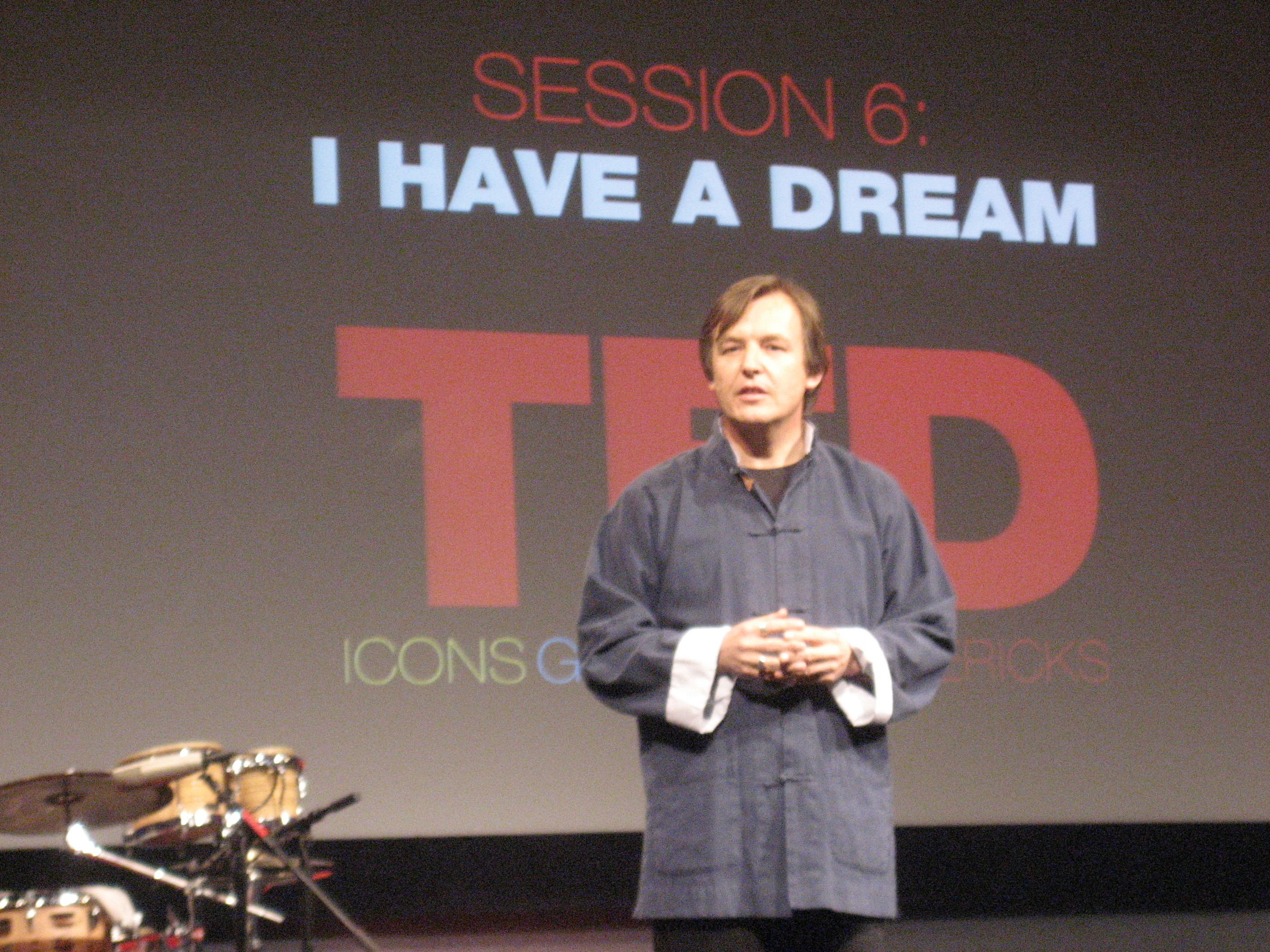
Chris Anderson presenteert TED2007

TED is in 1984 ontstaan uit de observatie van de Amerikaanse architect en grafisch ontwerper Richard Saul Wurman, dat de werelden van technologie, entertainment en design steeds dichter naar elkaar toe groeiden. Op de eerste TED-conferentie in 1984 werd een van de eerste demonstraties gehouden van de Apple Macintosh-computer en werden de eerste cd-roms aan de wereld getoond. Onder de sprekers waren Benoit Mandelbrot, Nicholas Negroponte en Steward Brand. De conferentie was echter financieel verliesgevend en het duurde 6 jaar voordat er een vervolg kwam.
Vanaf 1990 werd de conferentie jaarlijks georganiseerd in Monterey, Californië. Onder de genodigden waren veel invloedrijke zakenmensen uit Silicon Valley, wetenschappers, ontwerpers en architecten. Voor velen van hen groeide het evenement uit tot een intellectueel en emotioneel hoogtepunt van hun jaar. Aanvankelijk bleven de thema's die aan bod kwamen beperkt tot de drie gebieden uit het acroniem TED, maar gedurende de jaren 90 breidde het scala aan sprekers zich uit met o.a. wetenschappers, filosofen, musici, religieuze leiders, filantropen.

### Chris Anderson (The Sapling Foundation)
In 2000 vond een ontmoeting plaats tussen Richard Saul Wurman en media-ondernemer en enthousiast TED-bezoeker Chris Anderson. Onderwerp van gesprek was de toekomst van TED, nu Wurman op zijn 65ste de teugels wilde doorgeven. Andersons stichting The Sapling Foundation (motto: "het bevorderen van de verspreiding van goede ideeën"), is sinds november 2001 eigenaar van TED. Wurman trad na de conferentie van 2002 terug en sindsdien is Chris Anderson de samensteller en hoofdverantwoordelijke van TED. In februari 2002 lichtte hij in een eigen "TEDTalk" zijn visie op TED en op zijn aanstaande curatorschap toe.

## TEDGlobal
Onder leiding van Anderson kwam er in 2005 een meer internationaal georiënteerde zusterconferentie bij, onder de naam TEDGlobal. Deze werd achtereenvolgens gehouden: in Oxford, Groot-Brittannië (2005), in Arusha, Tanzania (2007, onder de naam TEDAfrica) en weer in Oxford (2009 en 2010). Daarnaast was er TEDIndia, in Jaipur (2009). In 2011, 2012 en 2013 vond TEDGlobal plaats in Edinburgh, Schotland.
De uit Zwitserland afkomstige Bruno Giussani is directeur van TED voor Europa (en TEDGlobal).

## TED Prize
Sinds 2005 wordt jaarlijks de TED Prize uitgereikt. De prijswinnaars doen een appel op de TED-gemeenschap om diens netwerken en middelen in te zetten ten behoeve van het doel dat omschreven wordt in de wens. Oorspronkelijk ontvingen drie jaarlijkse winnaars 100.000 dollar en "One Wish to Change the World." Vanaf 2010 wordt er jaarlijks nog maar een wens geformuleerd, omdat het in vervulling doen gaan van wensen uit voorgaande jaren nog steeds veel tijd en energie vergde. In 2012 werd de prijs bij wijze van uitzondering niet toegekend aan een persoon, maar aan een concept dat in het teken staat van de wereldwijd toenemende verstedelijking. Vanaf 2013 is het prijzengeld verhoogd naar 1 miljoen dollar.
De prijswinnaars waren:
| 2005             | 2006             | 2007                  | 2008            | 2009               | 2010         | 2011 | 2012     | 2013         | 2014           | 2015      | 2016         | 2017        |
| ---------------- | ---------------- | --------------------- | --------------- | ------------------ | ------------ | ---- | -------- | ------------ | -------------- | --------- | ------------ | ----------- |
| Bono             | Larry Brilliant  | Bill Clinton          | Karen Armstrong | Sylvia Earle       | Jamie Oliver | JR   | City 2.0 | Sugata Mitra | Charmian Gooch | Dave Isay | Sarah Parcak | Raj Panjabi |
| Edward Burtynsky | Jehane Noujaim   | James Nachtwey        | Dave Eggers     | Jill Tarter        | Jamie Oliver | JR   | City 2.0 | Sugata Mitra | Charmian Gooch | Dave Isay | Sarah Parcak | Raj Panjabi |
| Robert Fischell  | Cameron Sinclair | Edward Osborne Wilson | Neil Turok      | Jose Antonio Abreu | Jamie Oliver | JR   | City 2.0 | Sugata Mitra | Charmian Gooch | Dave Isay | Sarah Parcak | Raj Panjabi |

## TED.com

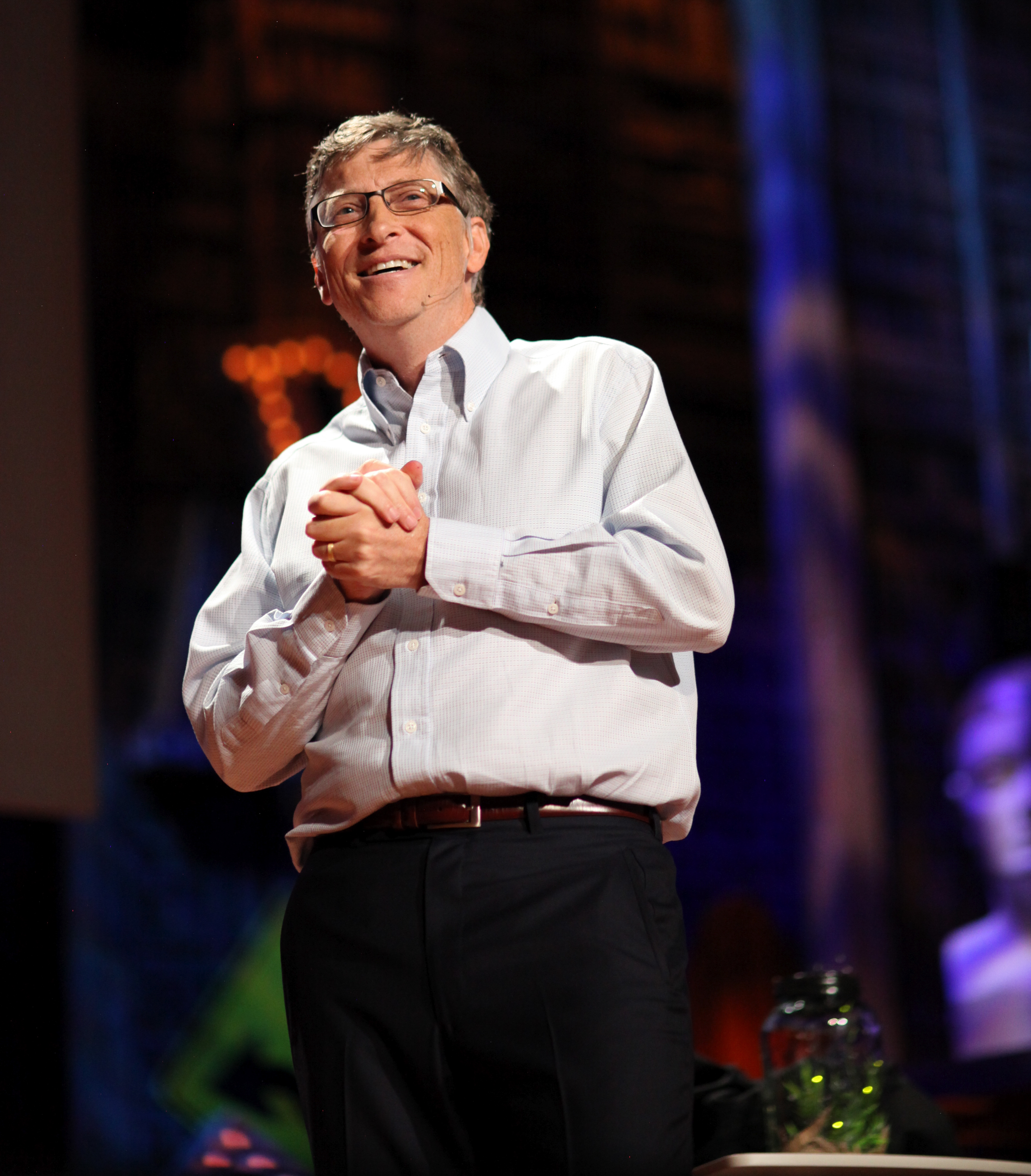
Bill Gates opent een stopfles gevuld met vuurvliegen bij TED in 2010

Vanaf het moment dat Chris Anderson in 2001 de TED-conferentie had aangekocht, was hij op zoek naar manieren om de beste presentaties van de elitaire, dure jaarlijkse bijeenkomst te delen met de wereld buiten de selecte kring van genodigden. (De prijs voor deelname aan de conferentie in Long Beach is $7.500 en de prijs van TEDGlobal is $6.000. Er zijn wachtlijsten en deelnemers worden geselecteerd op hetgeen ze naar verwachting kunnen bijdragen aan de TED-gemeenschap in de zin van netwerk en persoonlijke kwaliteiten) Steeds meer aandacht werd besteed aan het zo professioneel mogelijk filmen van wat er op het podium gebeurde. Anderson nam in 2005 June Cohen in dienst als Directeur Media en Cohen haalde op haar beurt de in webvideo gespecialiseerde filmmaker Jason Wishnow naar TED.
Nadat Cohens idee voor een tv-show met TED-lezingen vervolgens door diverse omroepen werd afgewezen, werd in juni 2006 een begin gemaakt met het gratis online publiceren van "talks" die de hoogste publiekswaardering hadden ontvangen. Dit gebeurde onder een Attribution-NonCommercial-NoDerivs Creative Commons-licentie, op zowel de website TED.com, als op YouTube en iTunes.

### Vernieuwde website
In eerste instantie ging het om een klein aantal presentaties, om te testen of er publiek voor was. In januari van het volgende jaar stonden er 44 video's online en waren ze 3 miljoen maal bekeken. Op basis van dat succes pompte TED honderdduizenden dollars in zijn videoproductie-activiteiten en in de ontwikkeling van een nieuwe website, met de bedoeling om circa 100 presentaties gratis te delen met het grote publiek.
In april 2007 werd de nieuwe Ted.com gelanceerd, volgens het ontwerp van designfirma Method. De website heeft vele prijzen gewonnen, waaronder zeven Webby Awards, iTunes Best Podcast of the Year (2006-2010), de Communication Arts Interactive Award voor "Information Design" in 2007, de OMMA award voor "video sharing" in 2008, de Web Visionary Award voor "technical achievement" in 2008, de One Show Interactive Bronze Award in 2008, de AIGA Annual Design Competition (2009) en een Peabody Award in 2012. TED.com was te zien op twee grote designtentoonstellingen: in het Londense Design Museum en in het Denver Art Museum. Ze stond op de lijst van "50 Best Websites of 2010 " van Time magazine en kreeg lovende recensies van diverse vooraanstaande mediabronnen, waaronder The New York Times, The Guardian, and Design Week. Eind 2009 werden gratis apps geïntroduceerd voor iOS (iPhone, iPad), Android, webOS en Windows Phone 7

In juli 2012 stonden er 1300 "TEDTalks" op de website. Iedere week worden er 5-7 gepubliceerd. In januari 2009 was het toenmalige aantal video's 50 miljoen maal bekeken. In juni 2011 stond de teller op 500 miljoen en op 13 november 2012 waren de talks 1 miljard maal bekeken. Tijdens TED2016 vertelde Chris Anderson dat TED-, TEDx- en TEDEd-video's in totaal 230 miljoen maal per maand en 2,7 miljard maal per jaar bekeken werden.
Chris Anderson in een interview in maart 2012: 
 "... ooit waren het 800 mensen die 1x per jaar bijeen kwamen; nu zijn het ongeveer een miljoen mensen per dag, die online TEDTalks bekijken. Toen we voor het eerst enkele talks op internet zetten kregen we zulke gepassioneerde respons dat we besloten de organisatie op z'n kop te zetten en onszelf niet zozeer te zien als een conferentie, maar als "Ideas Worth Spreading" en we bouwden daar een grote website omheen. De conferentie is nog steeds de motor, maar de website is de versterker die de ideeën de wereld instuurt."

## OTP (Open Vertaalproject)
In mei 2009 ging het "Open Translation Project" van start, met als doel "uit te reiken naar de 4.5 miljard mensen op de planeet die geen Engels spreken" (Chris Anderson). Het initiatief kwam van enthousiaste mensen (waaronder professionele vertalers) uit diverse landen, die TED contacteerden met de vraag of ze de lezingen mochten vertalen. Hieruit ontstond een crowdsourced vertaalproject dat gebruikmaakt van online vertaaltools (DotSub, en sinds mei 2012 Amara). Ten tijde van lancering waren er 300 vertalingen in 40 talen, gemaakt door 200 vrijwillige vertalers. Begin december 2012 waren er 32.684 vertalingen gemaakt in 93 talen door 8377 vertalers wereldwijd. (Niet alle vertalers zijn tegenwoordig nog actief.)
Dankzij het online-vertaalproject is het aantal internationale bezoekers (van buiten de V.S.) aan de TED-website drastisch toegenomen. In een jaar tijd was er een wereldwijde toename van 350%, met 600% groei in Azië en ruim 1000% in Zuid-Amerika.

## Verhuizing en TEDActive
Om tegemoet te komen aan de massale vraag naar deelname, verhuisde de jaarlijkse hoofdconferentie in 2009 van Monterey, Californië naar Long Beach, Californië, waar ruimte is voor 2000 deelnemers (in plaats van 700). Daarnaast wordt in Palm Springs, Californië sinds 2011 TEDActive gehouden, gelijktijdig met de TED-conferentie in Long Beach. Bij het vijfdaagse TEDActive volgen 700 deelnemers de lezingen via een "simulcast" (live-verbinding) op grote schermen, in een minder formele omgeving waar meer nadruk ligt op eigen creativiteit en interactie. Er wordt gespeeld, geknutseld, gebrainstormd, er worden prototypes gebouwd en dingen gehackt, onder de noemer TEDActive Projects. Deelname aan TEDActive kost 2.500 dollar.

## TEDx

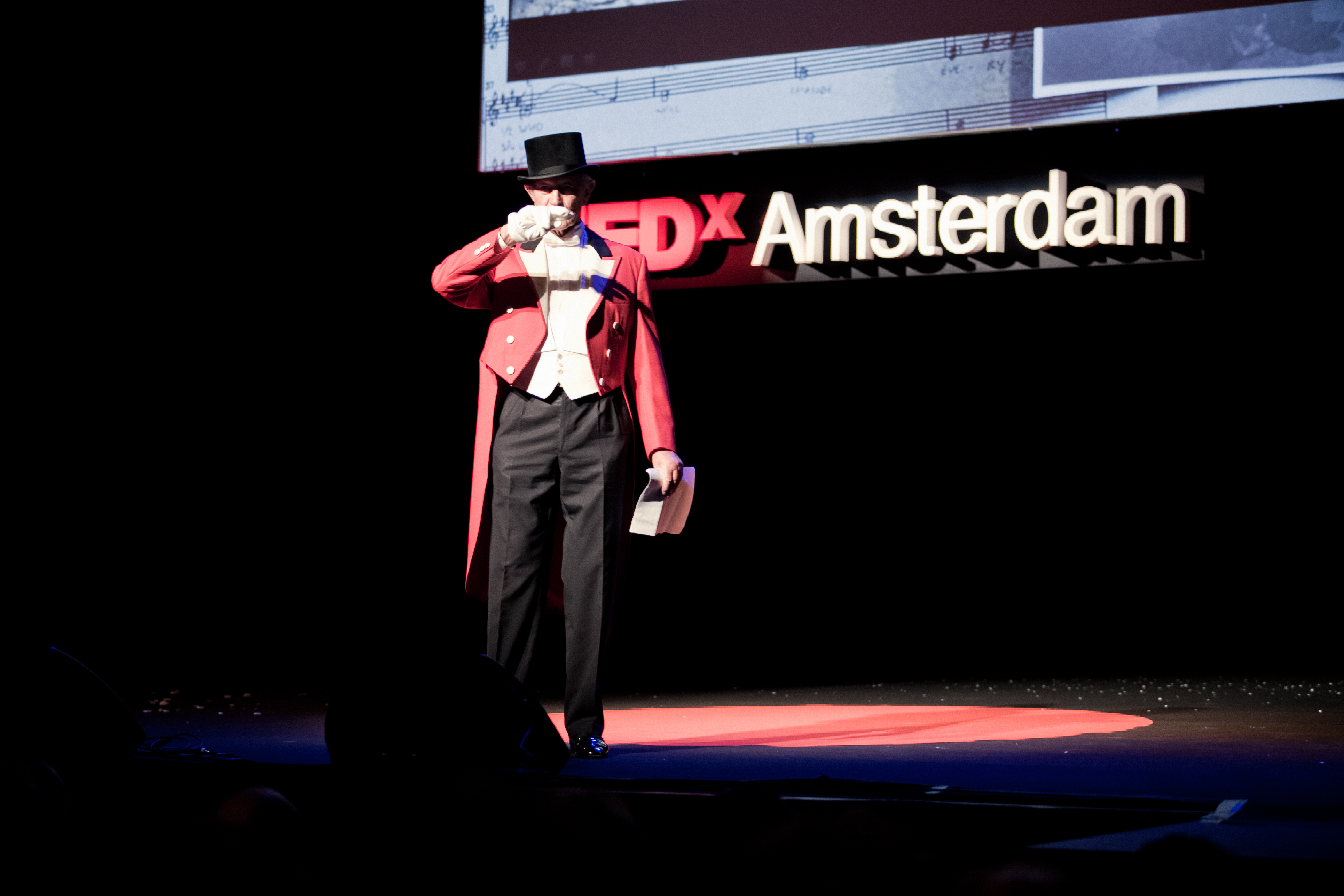
Peter van Lindonk bij TEDxAmsterdam, 2010

Sinds 2009 worden er door TED licenties uitgegeven om op lokaal niveau eendaagse conferenties te organiseren volgens de huisstijl van TED. Hierbij gelden strikte richtlijnen waaraan TEDx-organisaties zich moeten houden. Deze onafhankelijk georganiseerde TEDx-evenementen mogen bijvoorbeeld geen winst maken, maar in sommige gevallen wordt van de genodigden een bijdrage gevraagd (van maximaal $100) om de kosten te dekken. De opnames van de sprekers dienen vrijgegeven te worden onder een Creative Commons-licentie. Alleen TEDx-evenementen waarvan de licentiehouder naar de oorspronkelijke TED is geweest, mogen meer dan 100 bezoekers ontvangen. In juni 2012 vonden wereldwijd iedere dag gemiddeld 5 TEDx-evenementen plaats, in 133 landen. Tijdens TED2016 vertelde Chris Anderson dat er tot dan toe 15.000 TEDx-evenementen waren geweest in 170 landen, en dat er 18.000 TEDx-talks online gepubliceerd waren.

### TEDx in Nederland
TEDxTheHague was in juli 2009 de eerste officiële TEDx-bijeenkomst in Nederland. In november van dat jaar volgde TEDxAmsterdam, de eerste grootschalige TEDx in Nederland.
Later werden ook TEDx-evenementen gehouden in Alkmaar, Almere, Apeldoorn, Arnhem, Bilthoven, Breda, Delft, Den Haag, Deventer, Dordrecht, Drachten, Ede, Eindhoven, Enschede, Groningen, Haarlem, Harderwijk, Heerlen, 's-Hertogenbosch, Hilversum, Leeuwarden, Leiden, Maastricht, Nijmegen, Roermond, Rotterdam, Tilburg, Utrecht, Veghel, Venlo, Wageningen en Zwolle.

### TEDx in België
TEDxFlanders (in Antwerpen) werd in juli 2009 als eerste TEDx-evenement erkend in België, maar werd al opgericht in 2008 en is zo de oudste TEDx-organisatie in de Benelux.
Intussen worden ook TEDx-evenementen gehouden in Gent, Brussel, Brugge, Leuven, Mechelen, Luik en Louvain-la-Neuve. Er worden ook TEDx-edities aan onderwijsinstituten gehouden, zoals aan Universiteit Hasselt, Universiteit Antwerpen, de Universiteit van Luik, het Europacollege in Brugge en de Hogeschool West-Vlaanderen.